# Presidente de Nepal
El presidente de Nepal (nepalí: राष्ट्रपति) ostenta la jefatura de Estado de este país asiático, después de la desaparición de la monarquía nepalí en el mes de mayo de 2008.
Con la adopción de un texto constitucional de carácter provisional en enero de 2007, el monarca de Nepal perdió todas las funciones como jefe de Estado. La Asamblea Constituyente elegida en 2008 proclamó, recién constituida, la república, que fue proclamada el 28 de mayo de 2008.
La primera enmienda introducida al Texto Constitucional Provisional estableció que, durante el periodo constituyente los cargos de presidente, vicepresidente, primer ministro del país y el presidente y vicepresidente de la Asamblea Constitucional deberían recaer en personas designadas fruto de un "acuerdo político". Sin embargo, el acuerdo no fue posible y la designación del presidente provisional fue fruto de una mayoría simple.
Las atribuciones definitivas del Presidente de la República Federal Democrática de Nepal están pendientes de la aprobación de la nueva Constitución.

## Presidentes de laRepública Federal Democrática de Nepal
| Nombre | Nombre | Nombre                                              | Inicio del mandato    | Final del mandato     | Partido político                                          |
| ------ | ------ | --------------------------------------------------- | --------------------- | --------------------- | --------------------------------------------------------- |
|        |        | Girija Prasad Koirala (Jefe de Estado en Funciones) | 15 de enero de 2007   | 23 de julio de 2008   | Congreso Nepalí                                           |
|        |        | Ram Baran Yadav                                     | 23 de julio de 2008   | 29 de octubre de 2015 | Congreso Nepalí                                           |
|        |        | Bidhya Devi Bhandari                                | 29 de octubre de 2015 | 13 de marzo de 2023   | Partido Comunista de Nepal (Marxista-Leninista Unificado) |
|        |        | Ram Chandra Poudel                                  | 13 de marzo de 2023   | En el cargo           | Congreso Nepalí                                           |